# ميشيل ستينو
ميشيل ستينو (باللاتينية: Michael Steno) (و. 1331 – 1413 م) هو دبلوماسي، وسياسي من جمهورية البندقية . ولد في البندقية .
توفي في البندقية، عن عمر يناهز 82 عاماً.

## مناصب
تولى منصب Doge of Venice (1 ديسمبر 1400–26 ديسمبر 1413) .